# Astragalus johnstonii
Astragalus johnstonii là một loài thực vật có hoa trong họ Đậu. Loài này được Gómez-Sosa miêu tả khoa học đầu tiên năm 1997.